# Felix Ahr
Felix Ahr (* 12. September 1990 in Wernigerode) ist ein deutscher Volleyballspieler.

## Karriere
Ahr spielte zunächst mit der zweiten Mannschaft des VC Bottrop 90 in der Verbandsliga. Zusätzlich wurde er 2007 und 2008 westdeutscher U19-Meister im Beachvolleyball. Von 2009 bis 2011 war er beim Rumelner TV in der Regionalliga aktiv. Als die RWE Volleys im Dezember 2011 wegen finanzieller Probleme einige Spieler verloren, wechselte Ahr zum Bundesligisten und kam regelmäßig als Mittelblocker zum Einsatz. Nach dem Abstieg 2012 stieg er mit den RWE Volleys als Meister der 2. Bundesliga Nord 2013 erneut in das deutsche Oberhaus auf. Im Dezember 2013 wurde den RWE Volleys Bottrop die Bundesligalizenz entzogen, weshalb Ahr zunächst vereinslos war. Im Januar wechselte er zum Zweitligisten TuB Bocholt und spielte dort bis 2020.

## Privates
Felix Ahrs jüngerer Bruder Yannik spielt auch Volleyball und Beachvolleyball.